# Saint-Ganton
Saint-Ganton is een gemeente in het Franse departement Ille-et-Vilaine (regio Bretagne) en telt 388 inwoners (1999). De plaats maakt deel uit van het arrondissement Redon.

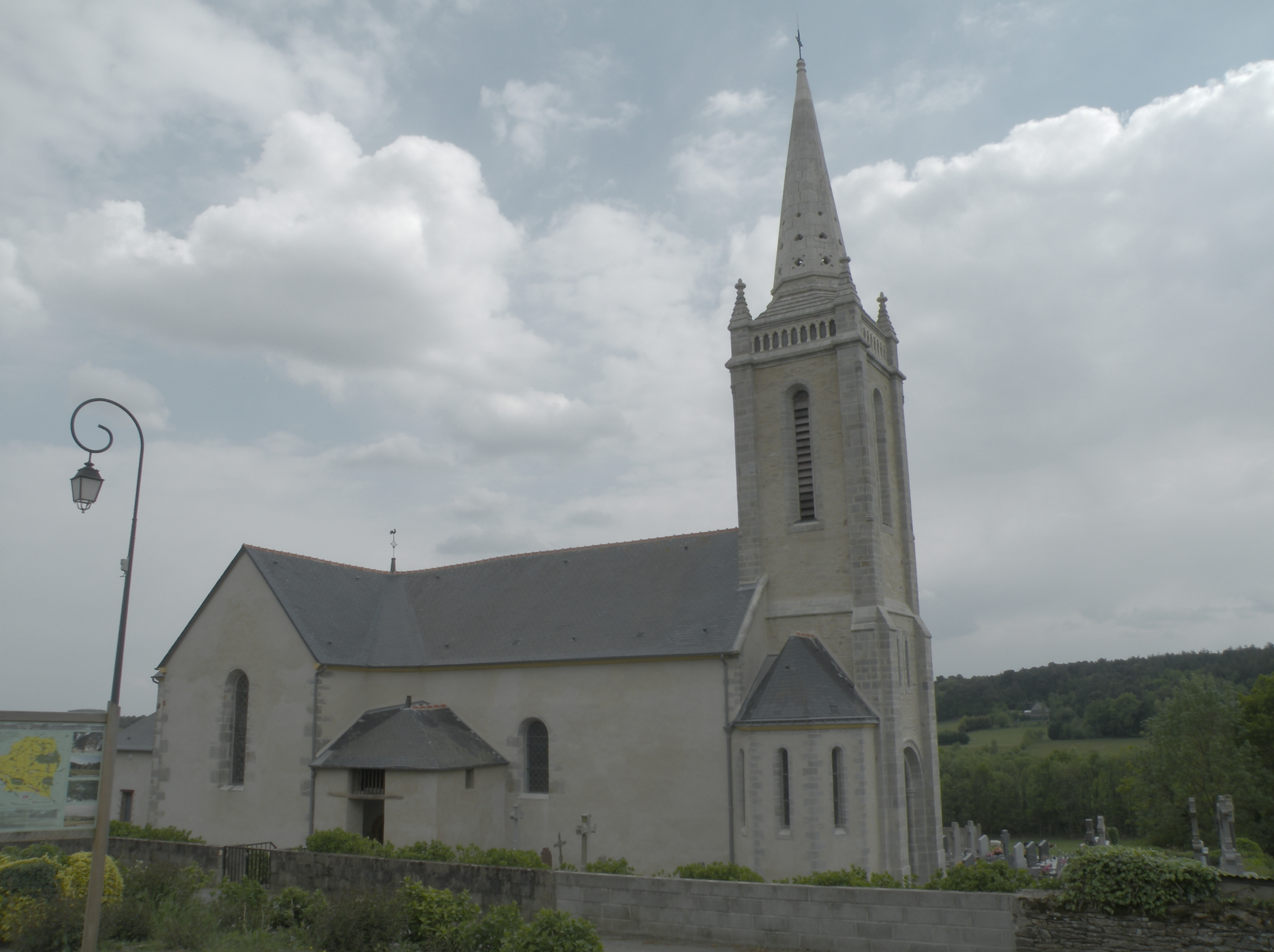
Kerk van Saint-Ganton
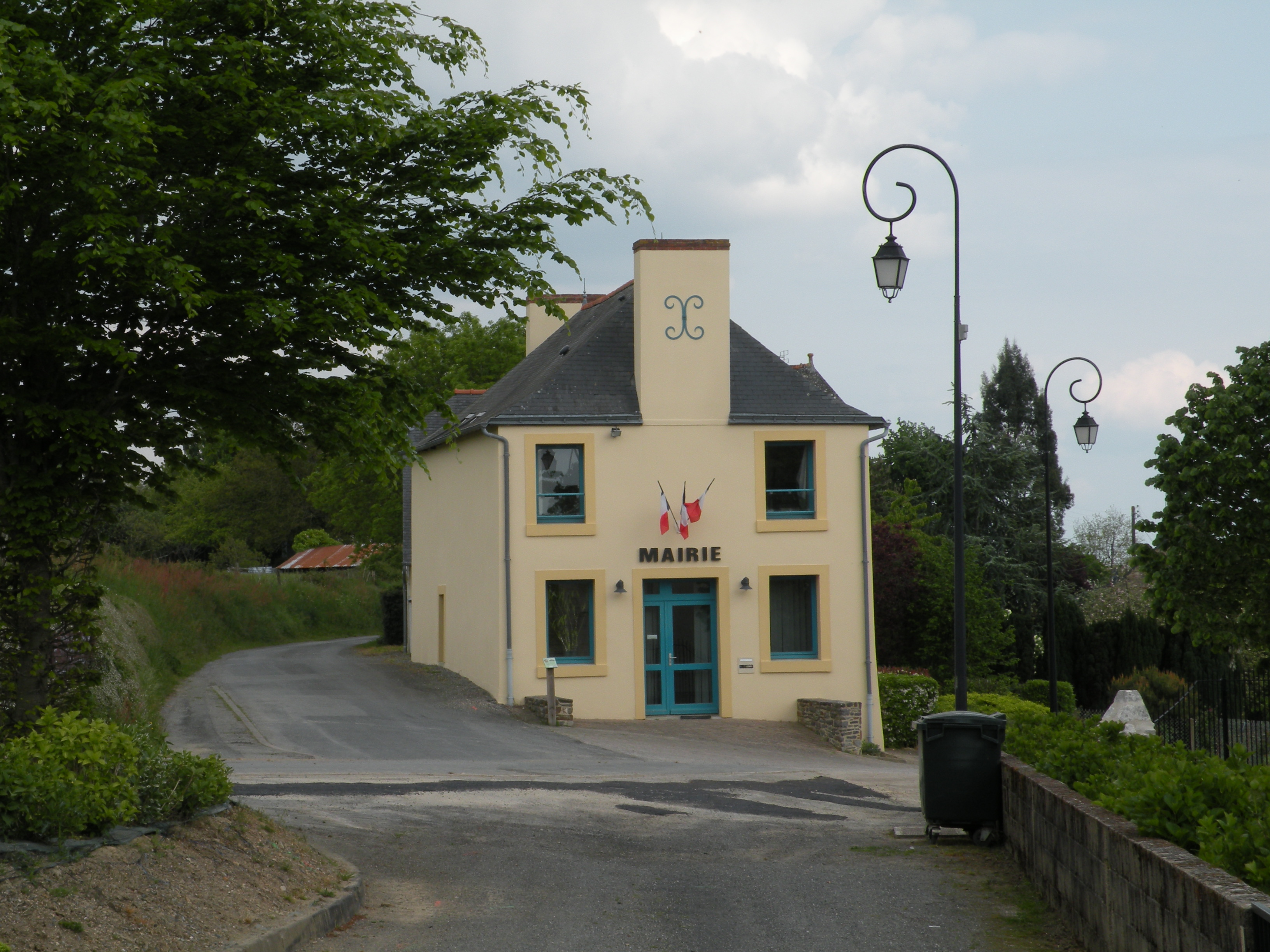
Gemeentehuis

## Geografie
De oppervlakte van Saint-Ganton bedraagt 14,1 km², de bevolkingsdichtheid is 27,5 inwoners per km².
De onderstaande kaart toont de ligging van Saint-Ganton met de belangrijkste infrastructuur en aangrenzende gemeenten.

## Demografie
Onderstaande figuur toont het verloop van het inwonertal (bron: INSEE-tellingen).

1. ↑  Populations de référence 2022.